# Comté de Becker
Pour les articles homonymes, voir Becker.
Le comté de Becker est situé dans l’État du Minnesota, aux États-Unis. Il comptait 35 183 habitants en 2020. Son siège est Detroit Lakes.